# Eishöcker

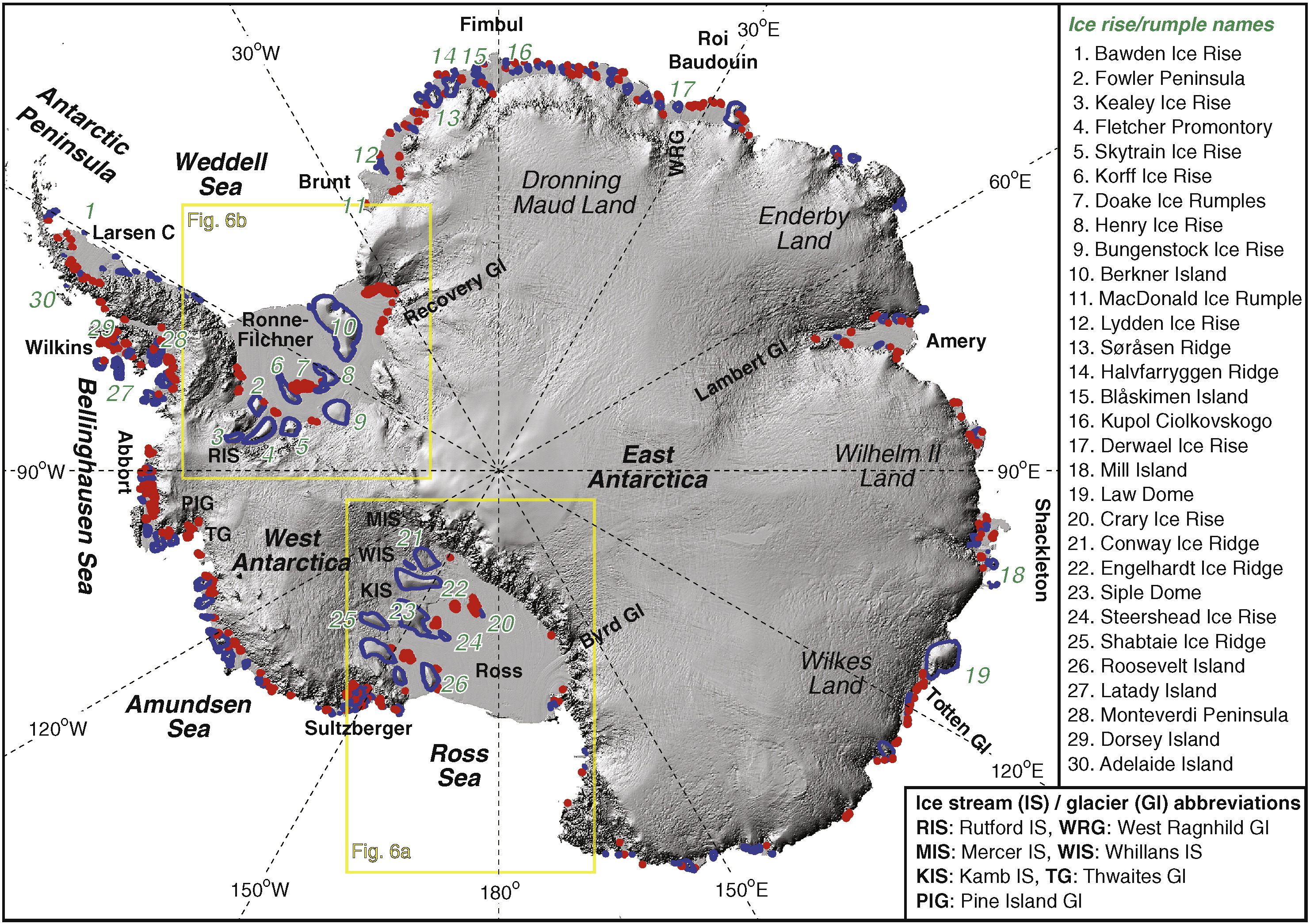
Karte der Eiskuppeln und Eishöcker (ice rumples) in der Antarktis

Eishöcker (englisch ice rumples) nennt man Flächen, wo ein Schelfeis über eine Untiefe gleitet, dabei ansteigt und aufbricht. Sie unterscheiden sich von Eiskuppeln durch ihre geringere Höhe von einigen bis maximal 100 Metern und durch die Richtung der Eisbewegung, die durch das Muster der Eisspalten sichtbar wird. Das Eis fließt über die Eishöcker und behält die allgemeine Strömungsrichtung des angrenzenden Schelfeises bei. Eishöcker können die Fließrichtung des Schelfeises zwar ablenken, bei einer Eiskuppel, die sich hauptsächlich aus Niederschlägen speist, ist der Fluss des Eises aber – unabhängig von der Fließrichtung des Schelfeises – radial nach außen gerichtet. Der größte Teil der Eismasse eines Eishöckers wird dagegen nicht lokal akkumuliert.
Beispiele von Eishöckern:
- Weimar-Eishöcker
- Doake Ice Rumples
- Budd Ice Rumples
- Kershaw Ice Rumples